# Le Roi de Paris (film, 1917)
Pour les articles homonymes, voir Le Roi de Paris.
Pour plus de détails, voir Fiche technique et Distribution.
Le Roi de Paris (Король Парижа, Korol Parizha) est un film russe réalisé par Evgueni Bauer et Olga Rakhmanova, sorti en 1917,.

## Fiche technique
- Réalisateurs : Evgueni Bauer et Olga Rakhmanova
- Photographie : Boris Zavelev
- Décors : Lev Kulechov
- Durée : 61 minutes
- Date de sortie : 1917